# Баћин
Баћин је насељено место у Банији, у општини Дубица, Сисачко-мославачка жупанија, Република Хрватска.

## Историја
До распада СФРЈ место је било у саставу бивше велике општине Костајница. Баћин се током рата у Хрватској 1991–1995. налазио у саставу Републике Српске Крајине.
У Баћину је 21. октобра 1991. почињен ратни злочин против цивилног становништва. Том приликом је убијено 83 цивила (81 Хрват и 2 Срба).

## Становништво
На попису становништва 2011. године, Баћин је имао 217 становника.

## Попис 1991. године
На попису становништва 1991. године, насељено место Баћин је имало 414 становника, следећег националног састава:
| Попис 1991.‍  | Попис 1991.‍  | Попис 1991.‍ | Попис 1991.‍ | Попис 1991.‍ |
| ------------ | ------------ | ----------- | ----------- | ----------- |
|              |              |             |             |             |
| Хрвати       | Хрвати       |             | 393         | 94,92%      |
| Срби         | Срби         |             | 6           | 1,44%       |
| Југословени  | Југословени  |             | 2           | 0,48%       |
| Муслимани    | Муслимани    |             | 2           | 0,48%       |
| Немци        | Немци        |             | 1           | 0,24%       |
| неопредељени | неопредељени |             | 1           | 0,24%       |
| непознато    | непознато    |             | 9           | 2,17%       |
| укупно: 414  |              |             |             |             |